# Birodalom

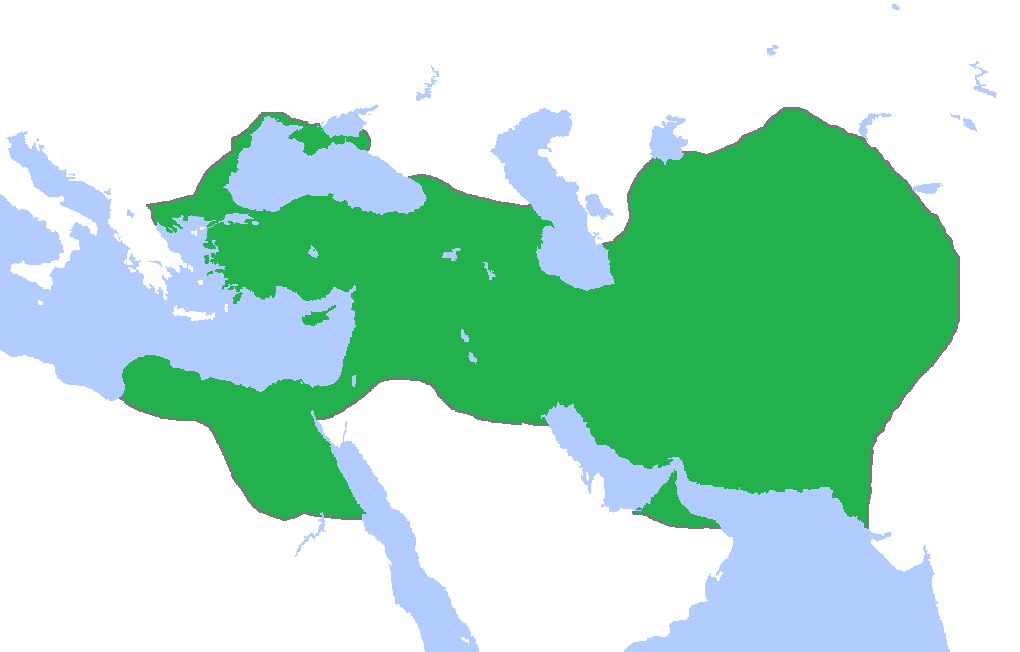
Az Akhaimenida Perzsa Birodalom, amely az ókor legnagyobb kiterjedésű birodalma volt.

A birodalom politikai-politológiai kifejezés, amely erős központi hatalom (egyszemélyi uralkodó vagy uralkodó csoport) által irányított, rendszerint hódítás révén létrejött, földrajzilag kiterjedt és számos országot, népcsoportot összefogó államalakulatot jelöl. Geopolitikai értelemben a „birodalom” kifejezést meglehetősen eltérő erejű és kiterjedésű államalakulatokra alkalmazták: a 16. században a Portugál Birodalom (Império Português), Spanyol Birodalom (Imperio Español) és a 19. században a Brit Birodalom (British Empire) fennhatósága öt kontinensre kiterjedt, míg a  Német-római Birodalom (8–9. század) a középkorban erőteljes, az újkorban már csak névleges birodalom volt, míg a Bizánci Birodalom (5–15. század) fennállásának utolsó éveiben már lényegében csak egy városállam volt.
A birodalom, mint politikai-katonai-gazdasági struktúra kialakításának két módja lehetséges: az egyik a „területi birodalom”, amely közvetlen hódítás és katonai erő alkalmazása útján keletkezik és a katonai erő továbbra is fontos szerepet játszik a birodalom fenntartásában és az uralkodó akaratának érvényesítésében, illetve a másik a „hegemonikus birodalom”, amely inkább a gazdasági-politikai kényszerítés eszközeivel élve hajtja uralma alá a kisebb, gyengébb államokat (ennek ellenére jelentős szerepet játszik a látszat, hogy az uralkodó, „ha muszáj”, erőszakkal is érvényt tud szerezni akaratának. Az előbbi birodalom közvetlen politikai irányítást és kezdetben nagyobb kohéziót biztosít, de a birodalom kiterjedését korlátozza, hogy a meghódított területeken helyőrségeket kell létrehozni és fenntartani, a központi hatalom ellen felkelő csoportokat-népeket legyőzni stb. A hegemonikus birodalom látszólag kisebb gazdasági és politikai hatalmat képvisel, de nem veszi annyira igénybe a birodalom katonai erejét, amely rugalmasan bevethető további hódításokra vagy a belső rend fenntartására.
A területi (territoriális) birodalmak, mivel a szomszédos államok katonai meghódítása révén jöttek létre, általában összefüggő területtel rendelkeztek, ilyen volt a Római Birodalom vagy a Mongol Birodalom, szemben a tengeri flotta fölényén és a gazdasági-kereskedelmi-katonai dominancián alapuló birodalmakkal, mint a Déloszi Szövetség Athén vezetése alatt, vagy a spanyol és brit birodalmak, amelyek területi kiterjedése eleve nem tette lehetővé a csupán katonai erőn alapuló birodalom létrejöttét.

## A fogalom története
A legtöbb európai nyelvben a birodalom szó megfelelője a latin imperium szóból ered, amely az ókori Rómában „fennhatóság”-ot jelentett. Az ókori Rómában eredetileg a király, majd később, a köztársaság idején a választott főtisztviselők hatalmát, hatáskörét jelentette. A kutatások szerint a szó eredetileg az „in” és a „parere” tagokból áll, amelyek jelentése: „-ban, -ben”, illetve „szülni”, vagyis a tisztségviselőkre vetítve az alattvalókban "létrehozta akaratát".
A szó politikai értelemben egy erősen központosított, erős nemzetállamot vagy több népcsoport felett hatalmat gyakorló országot jelent. Köznapi értelemben használják még kiterjed üzleti vállalkozások megnevezésére (pl. tipikusan a transznacionális vállalatokra), illetve ironikus értelemben regionális, nemzeti vagy helyi politikai szervezetek megjelölésére, amelyek egy ember vagy egy kisebb csoport szoros fennhatósága alatt állnak.
A latin imperium szó szinte változtatás nélkül él tovább a franciában és az angolban, illetve az újlatin nyelvekben. Mindkét nyelvben azonos alakban maradt fenn a szó („empire”), természetesen eltérő kiejtéssel. Az uralmat, birodalmat, császárságot jelentő szó emellett művészetben azt a stílust jelöli, amely I. Napóleon francia császár idejében virágzott, és jellemzője az antik formák utánzása volt. A latin eredetű szó a magyar nyelvben is megmaradt „impérium” alakban, elsősorban az ókori római vagy a 18–19. századi brit impériummal kapcsolatban. Továbbá ebből a szóból származik az „imperializmus” és az „imperialista”.
Az Amerikai Egyesült Államokban az unió egyik legnépesebb tagállamát, New York államot nevezték Empire State-nek, aminek emlékét őrzi az Empire State Building.

## A birodalom politikai értelmezése
A birodalom olyan államalakulat, amelyben az uralkodó népcsoport politikai-katonai fennhatósága alatt tart számos más, kulturálisan és etnikailag is eltérő népcsoportot. A szövetséggel ellentétben, amely a különálló népek, népcsoportok önkéntes tömörülése, a birodalom létrehozásához minden esetben valamilyen kényszerítő erő alkalmazása szükséges. A területi birodalmak esetében ez katonai erő és közvetlen hódítás, míg a hegemonikus birodalmak esetében a katonai erő mellett előtérbe kerül a politikai-kulturális-gazdasági dominancia is. A birodalom létrehozásának egyik módszere volt az "oszd meg és uralkodj", vagyis olyan helyi konfliktusok kiaknázása-kirobbantása, amelyek végül a szemben álló államokat meggyengítették és a birodalom hatáskörébe vonták.
A birodalom fizikai és politikai meghatározására számos változat született, amelyek között megtalálható az az állam, amely imperialista politikát folytat, egészen az olyan államig, amelynek vezetője-uralkodója magát császárnak (angolban: emperor) kiáltotta ki (függetlenül országa területi kiterjedésétől).
Az etnikailag homogén nemzetállamoktól eltérően a többnemzetiségű birodalom népei nem állnak egymással nyelvi rokonságban, ezért igen fontos egy olyan közös nyelv elterjesztése és elfogadtatása, amely lehetővé teszi a birodalom irányítását (adminisztratív, kulturális és katonai értelemben is) és a „birodalom egységének” megteremtését. Nagy Sándor makedón birodalmában ezt a szerepet a görög nyelv és kultúra töltötte be, és innen ered a Hellenisztikus Birodalom elnevezés is. A makedónok elője, a Perzsa Birodalomban az arámi nyelv volt a hivatalos, ezért Nagy Sándor alattvalóinak többsége is még ezt a nyelvet beszélte. A rómaiak sikerrel vezették be a latin nyelvet és az általa képviselt kultúrát a birodalomban és a latin nyelv öröksége máig él a birodalom fennhatósága alá tartozó területeken beszélt nyelvekben (vö. újlatin nyelvek). A Közel-Keleten az Arab-félszigetről kiinduló muszlim hódítók nyelvét és vallását is átvették a meghódított népek, míg a Spanyol Birodalom is sikerrel terjesztette el a spanyol nyelvet az általa meghódított dél-amerikai és csendes-óceáni térségeken, de az európai birtokok megtartották saját nyelvüket. A Brit Birodalomban az angol volt a közigazgatás és az uralkodó osztály nyelve, amelyet a meghódított népek is megtanultak, de a helyi nyelvek sem tűntek el.

Az Osztrák-Magyar Monarchia etnikai csoportjai, amelyek később független nemzetállamokat hoztak létre

## Történelem
A Kr. e. 3. században Nagy Sándor makedón király alapított egy Görögországtól, Egyiptomon át Perzsiáig terjedő világbirodalmat, a  rövid életű Hellenisztikus Birodalmat. 4-5 évszázaddal később kialakult a Római Birodalom, amely Európa nagy részére, Perzsiára, Egyiptomra is kiterjedt. 
A 13. század közepén Európának a Pekingtől Lengyelországig terjedő Mongol Birodalom jelentett katonai-politikai fenyegetést. 
A Mongol Birodalom méretét csak az Amerikát az óvilágiak közül elsőként felfedező, majd meghódító spanyolok, portugálok által létesített gyarmatbirodalom múlta felül. Ezt követte a 19. században a Kanadát, Ausztráliát, Indiát, Új-Zélandot, Perzsiát, Dél-, és Kelet-Afrikát magában foglaló Brit Birodalom.

## Világbirodalmak
A világbirodalom óriási kiterjedésű, sok államot magában foglaló katonai-politikai-gazdasági egység.
- Római Birodalom
- Mongol Birodalom
- Spanyol Birodalom
- Brit Birodalom
- Portugál Birodalom

### Angol nyelvű
- Gilpin, Robert War and Change in World Politics pp.110–116
- Johan Galtung: The Decline and Fall of Empires: A Theory of De-Development (Scholar search), 1996. [2007. október 13-i dátummal az eredetiből archiválva]. (Hozzáférés: 2008. január 6.) Written for the United Nations Research Institute on Development, UNRISD, Geneva.
- The Forging of the American Empire: From the Revolution to Vietnam: A History of American Imperialism. Plkuto press (2003). ISBN 0745321003
- Bowden, Brett. The Empire of Civilization: The Evolution of an Imperial Idea. University of Chicago Press (2009). ISBN 9780226068145